# Culicoides nigrosignatus
Culicoides nigrosignatus är en tvåvingeart som beskrevs av Jean-Jacques Kieffer 1901. Culicoides nigrosignatus ingår i släktet Culicoides och familjen svidknott.
Artens utbredningsområde är Frankrike. Inga underarter finns listade i Catalogue of Life.